# Viktor Prodell
Viktor Prodell (Eskilstuna, 29 februari 1988) is een Zweedse profvoetballer die voor IF Elfsborg als aanvaller speelt.

## Carrière

### Atvidaberg
Prodell kwam begin 2009 over van tweede divisionist Ekilstuna City naar Atvidabergs FF, daar ondertekende hij een tweejarig contract. Nadat hij met zijn club vanuit de Superettan was gepromoveerd naar de Allsvenskan in 2010, wist hij dat seizoen twee keer te scoren, hij werd vaak als wisselspeler gebruikt. Zijn club degradeerde echter dat seizoen. In 2012 keerde Prodell met zijn club weer terug in de Allsvenskan (2012), aan het einde van het seizoen werd Prodell topscorer bij zijn club met 15 goals. In het seizoen 2013 scoorde hij 7 goals voor zijn club voordat Prodell naar het buitenland vertrok.

### KV Mechelen
Op 15 juli 2013 werd Prodell aangetrokken door het Belgische KV Mechelen.

### IF Elfsborg
Op 13 maart 2014 werd Prodell uitgeleend aan het Zweedse IF Elfsborg tot het einde van de Zweedse competitie, in december 2014. IF Elfsborg bedong ook een aankoopoptie.

## Statistieken
| Seizoen         | Club            | Competitie         | Competitie | Competitie | Play-offs | Play-offs | Beker | Beker | Europa | Europa | Totaal | Totaal |
| Seizoen         | Club            | Competitie         | Wed.       | Dlp.       | Wed.      | Dlp.      | Wed.  | Dlp.  | Wed.   | Dlp.   | Wed.   | Dlp.   |
| --------------- | --------------- | ------------------ | ---------- | ---------- | --------- | --------- | ----- | ----- | ------ | ------ | ------ | ------ |
| 2008-09         | Åtvidabergs FF  | Superettan         | 30         | 6          | —         | —         | 1     | 0     | —      | —      | 31     | 6      |
| 2009-10         | Åtvidabergs FF  | Allsvenskan        | 26         | 2          | —         | —         | 0     | 0     | —      | —      | 26     | 2      |
| 2010-11         | Åtvidabergs FF  | Superettan         | 30         | 6          | —         | —         | 4     | 6     | —      | —      | 34     | 12     |
| 2011-12         | Åtvidabergs FF  | Allsvenskan        | 29         | 15         | —         | —         | 0     | 0     | —      | —      | 29     | 15     |
| 2012-13         | Åtvidabergs FF  | Allsvenskan        | 16         | 7          | —         | —         | 4     | 5     | —      | —      | 20     | 12     |
| 2013-14         | KV Mechelen     | Jupiler Pro League | 16         | 0          | 0         | 0         | 2     | 1     | —      | —      | 18     | 1      |
| 2014-15         | → IF Elfsborg   | Allsvenskan        | 27         | 6          | —         | —         | 3     | 3     | 5      | 1      | 35     | 10     |
| 2015-16         | → IF Elfsborg   | Allsvenskan        | 22         | 10         | —         | —         | 1     | 1     | 5      | 3      | 28     | 14     |
| 2016-17         | IF Elfsborg     | Allsvenskan        | 30         | 13         | —         | —         | 3     | 1     | 0      | 0      | 33     | 14     |
| 2017-18         | IF Elfsborg     | Allsvenskan        | 23         | 9          | —         | —         | 4     | 1     | 0      | 0      | 27     | 10     |
| 2018-19         | IF Elfsborg     | Allsvenskan        | 23         | 4          | —         | —         | 1     | 0     | 0      | 0      | 24     | 4      |
| 2019-20         | Örebro SK       | Allsvenskan        | 21         | 2          | —         | —         | 3     | 1     | 0      | 0      | 24     | 3      |
| 2020-21         | Västerås SK     | Superettan         | 10         | 7          | —         | —         | 5     | 1     | 0      | 0      | 15     | 8      |
| 2021-22         | Västerås SK     | Superettan         | 23         | 4          | —         | —         | 0     | 0     | 0      | 0      | 23     | 4      |
| 2022-23         | Västerås SK     | Superettan         | 13         | 1          | —         | —         | 0     | 0     | 0      | 0      | 13     | 1      |
| Carrière totaal | Carrière totaal | Carrière totaal    | 333        | 87         | 0         | 0         | 31    | 20    | 10     | 4      | 374    | 101    |